# Меленьяно
Меленьяно (італ. Melegnano) — муніципалітет в Італії, у регіоні Ломбардія,  метрополійне місто Мілан.
Меленьяно розташоване на відстані близько 470 км на північний захід від Рима, 15 км на південний схід від Мілана.
Населення — 17 537 осіб (2014).

## Демографія
Населення за роками:

Станом на 1 січня 2023 року в муніципалітеті офіційно проживало 2669 іноземців з 75 країн, серед них 660 громадян країн Євросоюзу та 133 громадяни України.

## Сусідні муніципалітети
- Карп'яно
- Черро-аль-Ламбро
- Кольтурано
- Сан-Джуліано-Міланезе
- Віццоло-Предабіссі